# Chrysoperla dozieri
Chrysoperla dozieri is een insect uit de familie van de gaasvliegen (Chrysopidae), die tot de orde netvleugeligen (Neuroptera) behoort. 
Chrysoperla dozieri is voor het eerst wetenschappelijk beschreven door Smith in 1931.